# Абу-Сафа
Абу-Сафа (Abu Safah) — нефтяное месторождение в Саудовской Аравии и Бахрейне. Расположено в акватории Персидского залива, в 50 км к северо-востоку от порта Рас-Таннура. Открыто в 1963 году. разрабатывается с 1966 года. Плотность нефти 876 кг/м³, вязкость 12,2 сПз, S — 2,6% . Начальные запасы нефти составляют 1 млрд тонн.
Нефтегазоносность связана с отложениям юрского возраста.
Разрабатывается в проекте Катиф.
Относится к нефтегазоносному бассейну Персидского залива.
Добыча нефти за 2016 год составила 15 млн. тонн.